# Sedasta ferox
Sedasta ferox är en spindelart som beskrevs av Simon 1894. Sedasta ferox ingår i släktet Sedasta och familjen hjulspindlar. Inga underarter finns listade i Catalogue of Life.